# Гліка-Нера
Гліка-Нера (грец. Γλυκά Νερά — Солодка вода) — північно-східне передмістя Афін, розташоване на схід від гір Іметт та Егалео. Вершина Пентелікон розташована на північний схід.
Найближча станція Афінського метрополітену — «Дукіссіс-Плакентіас». На північний схід від міста прокладено Аттікі-Одос.

## Населення
| Рік  | Населення |
| ---- | --------- |
| 1981 | 3,547     |
| 1991 | 5,813     |
| 2001 | 6,623     |